# 2013年英国地方选举
2013年英国地方选举在2013年5月2日举行，此次选举在包括所有27个非都市郡议会、8个一元化地方行政体和安格尔西岛郡议会内举行，并在北泰因赛德和唐卡斯特举行了市长直接选举。上届地方选举是在2009年6月4日与欧洲议会选举同时举行。同日，英格兰东北部的选区南希尔兹举行了一次议会补选。
本次选举中，独立党和绿党的得票率都破了历史记录，工党也赢得了可观的选票，但是，保守党仍然赢得了大部分议员和保留多数控制议会。BBC从本次地方选举推测一些政党在全国大选中的得票率，分别是工党29%，保守党25%，独立党23%，自由民主党14%，这是1982年以来保守党的最低得票率也是自由民主党有史以来的最低得票率，这也是第一次没有任何政党在下议院中获得超过30%的得票率。 而根据Rallings & Thrasher推算出的全国得票率，工党29%，保守党26%，独立党22%和自由民主党13%。
根据政治赌盘网的说法，实际收到的得票率分别为保守党34.3%，工党21.1%，独立党19.9%，自由民主党13.8%，绿党3.5%。
总体而言，在英格兰，保守党有1116名议员当选（较上届减335名），工党538名议员当选（增291名），自民党352名当选（跌124名），无党派人士有165名当选（增24名），独立党147名当选（增139名），绿党22名当选（增5名），居民组织12名当选（涨2名），康瓦尔之子4名当选（增1名），自由党3名（增1名），独立社区与健康关注党2名当选（无变化），英国国家党无议员当选（减3名）。